# Nils Sonesson (byrådirektör)
Nils Martin Sonesson, född den 9 april 1888 i Bosarp, Malmöhus län, död den 1 oktober 1986, var en svensk trädgårdsförfattare och ämbetsman. Han gifte sig 1922 med Anna Richert, dotter till professor Gustaf Richert.
Sonesson bedrev fackstudier i Sverige och Tyskland och anställdes 1911 i Sveriges pomologiska förenings tjänst, där han utövade omfattande och gagnerik verksamhet till befrämjande av svensk fruktodling och användning av svensk frukt. År 1920 blev han byrådirektör i Lantbruksstyrelsen, en post som han lämnade 1953. Han hade sakkunniguppdrag i trädgårdsodlingsfrågor 1917–21. 
Han var ledamot av kommunfullmäktige i Saltsjöbadens köping 1926–38, i kommunalnämnden 1935–39, verksam i standardiseringskommissionen 1938-53, generalkommissarie för 23:e allmänna svenska rikslantbruksmötet i Stockholm 1930, ordförande i Sveriges pomologiska förening 1946–54, styrelseledamot i Statens institut för folkhälsan 1948–56. Han var initiativtagare till jordbruksradieringen och dess ledare 1924–48. Han blev ledamot av Skogs- och Lantbruksakademien 1938.
Sonesson redigerade flera tidskrifter rörande trädgårdsskötsel, bland dem  tidskriften "Trädgården" 1914–17, och jordbrukstidskriften "Svenskt Land" 1917–34. Han var huvudredaktör för Svenska Jordbrukets bok 1918–25 och skrev uppsatser i fack- och dagspress. Han utgav Svenskt vin av svensk frukt (1912), Ekonomisk fruktodling (1916), Handbok för trädgårdsodlare (1919), Sveriges trädgårdsodling (årsbok, 1923–25) Frukt och bär (1924), Böndernas bok I, II (1955), Praktisk trädgårdsskötsel (1959) och Sonessons Stora trädgårdsbok I, II (1960).